# José Ozámiz
José Fortich Ozámiz (n. 5 de mayo de 1898 - f. 1944), senador de la provincia filipina de Misamis Occidental.
Sus padres fueron los españoles Genaro Ozámiz (navarro) y la mestiza española Basilisa Fortich (catalana).
Sirvió como el primer gobernador de la provincia de Misamis Occidental, votado en 1923. Más tarde fue del Congreso, así como delegado en la convención constitucional de 1935, que dio como resultado la creación de la Constitución de la Mancomunidad Filipina de 1935.
En 1940 fue votado para el Senado filipino.
Fue decapitado por los japoneses durante la ocupación de Filipinas en la Segunda Guerra Mundial, por su participación en el movimiento de resistencia. La ciudad de Ozámiz (anteriormente conocida como Misamis) de la provincia de Misamis Occidental se llamó así póstumamente en su honor.